# It's All a Long Goodbye
It's All a Long Goodbye è il terzo album degli On Broken Wings ,nonché il secondo album pubblicato dalla Eulogy Recordings. È stato fatto un video per il singolo "Frozen Over". L'album presenta alcune tracce ri-registrate dal precedente album Some of Us May Never See the World.

## Tracce
1. Suffer – 1:50
2. Pushing Up Daisies – 3:00
3. More Than Life – 2:58
4. I Do My Crosswords in Pen – 3:36
5. Frozen Over – 2:31
6. Listless – 3:18
7. Tongue in Teeth – 3:06
8. Nothing New – 2:23
9. Hell or High Water – 2:56
10. Deadpool – 2:40
11. Ashes and Snow – 4:09